# Censo do Reino Unido de 1841
O Censo do Reino Unido de 1841 foi o quinto Censo da Grã-Bretanha, tendo sido realizado em 6 de Junho daquele ano. A promulgação do Population Act 1840 significou que um novo procedimento foi adotado para fazer o Censo de 1841. Foi descrito como o "primeiro censo moderno", pois foi o primeiro a registrar informações sobre cada membro da família e administrado como um único evento, sob controle central, em vez de ser devolvido a um nível local. Ele formou o modelo para todos os censos subsequentes do Reino Unido, embora cada um deles refinasse e expandisse as perguntas feitas.
Foi importante para as primeiras análises demográficas da população britânica, continuando a ser, ainda hoje, do interesse de historiadores, demógrafos e genealogistas , embora as informações sobre cada pessoa sejam bastante limitadas em comparação com as disponíveis em censos posteriores.

## Population Act 1840
Devido ao Population Act 1840, o Censo do Reino Unido de 1841 foi conduzido usando uma estrutura diferente dos anteriores. As origens da nova legislação estão no relatório do Comitê Seleto de 1830 no Population Bill, reeditado em 1840. O assunto de maior especulação durante as audiências e relatórios do Comitê Seleto foi a precisão dos resultados dos censos anteriores, sendo que o primeiro Censo nacional havia sido realizado em 1801.
Durante 1840, um projeto de Lei intitulado, "População. Um projeto de lei (emendado pelo Comitê) para levar em conta a população da Grã-Bretanha; e dos registros paroquiais, e o valor anual da propriedade avaliável na Inglaterra" progrediu no Parlamento Britânico. A Lei recebeu o Consentimento Real como "Uma Lei para levar em conta a população da Grã-Bretanha em 1840", e com o título abreviado Population Act 1840.

## Administração do Censo
O Population Act 1840 criou a posição de "Commissioners for taking account of the population" (em tradução livre, Comissários para levar em conta a população).  Também deu ao General Register Office (nome dado ao Registro Civil no Reino Unido, em muitos outros países da Commonwealth e na Irlanda) a responsabilidade pelo censo para a Inglaterra e País de Gales, além de suas responsabilidades já existentes. Os primeiros censos britânicos foram administrados pelos chamados Overseers of the Poor (Superintendentes dos Pobres), que eram funcionários que administravam ajuda humanitária na Inglaterra, bem como pelos professores na Escócia, mas o sistema de Registro Civil apontou à administração local que também poderia assumir o trabalho do Censo.
O envolvimento do General Register Office é citado como importante para reorganizar a realização do censo. Uma das intenções era evitar omissões e contagem dupla, realizando o Censo ao mesmo tempo em todo o país e coletando os dados o mais rápido possível. Os distritos de Registro Civil foram subdivididos em distritos de enumeração (enumeration districts) destinados a ter um tamanho em que uma pessoa pudesse coletar os dados de todos os domicílios em um único dia. Pela primeira vez, militares a bordo de seus navios ou nos quartéis foram incluídos na declaração do Censo. Cerca de 35000 recenseadores foram nomeados para recolher as informações, um por distrito, cobrindo uma população de mais de 16 milhões de pessoas.
Os formulários foram entregues a todas as famílias alguns dias antes do dia do Censo. Deviam ser preenchidos pelo chefe do grupo familiar, podendo ter a ajuda do recenseador se, por exemplo, fosse analfabeto. Os dados preenchidos deveriam ser recolhidos pelo recenseador em 7 de junho, um dia após o Censo. O Population Act 1840 tornou crime o ato de se recusar a responder a uma pergunta do Censo ou fornecer informações falsas. O não cumprimento da exigência de preenchimento do formulário foi considerado delito e penalizado com multa.
O Censo de 1841 registrou os nomes das pessoas, idade, sexo, profissão e se elas nasceram no condado de sua residência ou em qualquer outro lugar que não a Inglaterra e País de Gales. Crianças menores de 15 anos deveriam ter sua idade registrada com precisão, enquanto aquelas maiores de 15 deveriam ser arredondadas para os 5 anos mais próximos. Por exemplo, alguém de 63 anos deveria ser registrado com 60. No entanto, nem todos os recenseadores seguiram esta instrução, e as idades exatas podem ter sido registradas.
Os formulários preenchidos foram transcritos para a agenda dos recenseadores locais. Na Inglaterra, o cronograma foi assinado por um secretário superintendente. Na Escócia, o registro civil de casamentos, nascimento e morte não havia começado, então a supervisão ficou a cargo de um professor ou alguém com status semelhante.
O pagamento das despesas para a realização do Censo foi delegado, na Inglaterra, aos Juízes de paz, que deveriam financiá-lo com o Poor Rate, um imposto sobre a propriedade cobrada em cada paróquia. Na Escócia, esse encargo coube aos Sheriff Deputies ou, no caso de Edimburgo e Glasgow, o reitor dos burghs reais.

## Genealogia
Sendo o primeiro Censo britânico que teve como objetivo registrar detalhes sobre cada cidadão, o de 1841 é uma importante fonte genealógica. No entanto, apresenta algumas limitações quando comparado com os posteriores: as idades exatas geralmente não são fornecidas, relações entre membros da mesma família não são declaradas e os locais de nascimento das pessoas são simplesmente indicados como pertencentes ao condado do Censo ou não, ou são frequentemente indicados como "NK", significando "Desconhecido" (Not Known).
Poucos registros dos Censos da Irlanda antes de 1901 sobreviveram devido ao bombardeio do Ministério Público Irlandês, em 30 de junho de 1922, durante a Batalha de Dublin. Alguns dos resultados do Censo de 1841 para Killeshandra, no condado de Cavan, Kilcrohane, no condado de Cork, Thurles, no condado de Tipperary, e Aghalurcher, no condado de Fermanagh, sobreviveram.